# Jens Langeneke
Jens Langeneke (Lippstadt, Nyugat-Németország, 1977. március 29. –) német labdarúgó, a Fortuna Düsseldorf II hátvédje.